# Hypsiglena slevini
Espèce
Synonymes
- Eridiphas slevini (Tanner, 1943)
- Eridiphas slevini marcosensis Ottley & Tanner, 1978

Hypsiglena slevini  est une espèce de serpents de la famille des Dipsadidae.

## Répartition
Cette espèce est endémique de la péninsule de Basse-Californie au Mexique.

## Description
L'holotype de Hypsiglena slevini, un mâle, mesure 217 mm dont 41 mm pour la queue.

## Liste des sous-espèces
Selon The Reptile Database (3 septembre 2013) :
- Hypsiglena slevini marcosensis (Ottley & Tanner, 1978) - île de San Marcos
- Hypsiglena slevini slevini Tanner, 1943

## Étymologie
L'espèce est nommée en l'honneur de Joseph Richard Slevin. La sous-espèce Hypsiglena slevini marcosensis est nommée en référence au lieu de sa découverte, l'île de San Marcos.

## Publications originales
- Ottley & Tanner, 1978 : New range and a new subspecies for the snake Eridiphas slevini. Great Basin Naturalist, vol. 38, no 4, p. 406-410 (texte intégral).
- Tanner, 1943 : Two new species of Hypsiglena from western North America. Great Basin Naturalist, vol. 4, no 1-2, p. 49-54 (texte intégral).